# Lista planetelor minore: 85001–86000
| Nume                                            | Denumire provizorie                             | Data descoperirii                               | Locul descoperirii                              | Descoperitor(i)                                 |                                                 |                                                 |                                                 |                                                 |                                                 |                                                 |                                                 |                                                 |                                                 |                                                 |                                                 |                                                 |                                                 |                                                 |                                                 |                                                 |                                                 |                                                 |                                                 |                                                 |                                                 |                                                 |                                                 |                                                 |                                                 |                                                 |                                                 |                                                 |                                                 |                                                 |                                                 |                                                 |                                                 |                                                 |                                                 |                                                 |                                                 |                                                 |                                                 |                                                 |                                                 |                                                 |                                                 |                                                 |                                                 |
| 85001–85100 Lista planetelor minore/85001–85100 | 85001–85100 Lista planetelor minore/85001–85100 | 85001–85100 Lista planetelor minore/85001–85100 | 85001–85100 Lista planetelor minore/85001–85100 | 85001–85100 Lista planetelor minore/85001–85100 | 85101–85200 Lista planetelor minore/85101–85200 | 85101–85200 Lista planetelor minore/85101–85200 | 85101–85200 Lista planetelor minore/85101–85200 | 85101–85200 Lista planetelor minore/85101–85200 | 85101–85200 Lista planetelor minore/85101–85200 | 85201–85300 Lista planetelor minore/85201–85300 | 85201–85300 Lista planetelor minore/85201–85300 | 85201–85300 Lista planetelor minore/85201–85300 | 85201–85300 Lista planetelor minore/85201–85300 | 85201–85300 Lista planetelor minore/85201–85300 | 85301–85400 Lista planetelor minore/85301–85400 | 85301–85400 Lista planetelor minore/85301–85400 | 85301–85400 Lista planetelor minore/85301–85400 | 85301–85400 Lista planetelor minore/85301–85400 | 85301–85400 Lista planetelor minore/85301–85400 | 85401–85500 Lista planetelor minore/85401–85500 | 85401–85500 Lista planetelor minore/85401–85500 | 85401–85500 Lista planetelor minore/85401–85500 | 85401–85500 Lista planetelor minore/85401–85500 | 85401–85500 Lista planetelor minore/85401–85500 | 85501–85600 Lista planetelor minore/85501–85600 | 85501–85600 Lista planetelor minore/85501–85600 | 85501–85600 Lista planetelor minore/85501–85600 | 85501–85600 Lista planetelor minore/85501–85600 | 85501–85600 Lista planetelor minore/85501–85600 | 85601–85700 Lista planetelor minore/85601–85700 | 85601–85700 Lista planetelor minore/85601–85700 | 85601–85700 Lista planetelor minore/85601–85700 | 85601–85700 Lista planetelor minore/85601–85700 | 85601–85700 Lista planetelor minore/85601–85700 | 85701–85800 Lista planetelor minore/85701–85800 | 85701–85800 Lista planetelor minore/85701–85800 | 85701–85800 Lista planetelor minore/85701–85800 | 85701–85800 Lista planetelor minore/85701–85800 | 85701–85800 Lista planetelor minore/85701–85800 | 85801–85900 Lista planetelor minore/85801–85900 | 85801–85900 Lista planetelor minore/85801–85900 | 85801–85900 Lista planetelor minore/85801–85900 | 85801–85900 Lista planetelor minore/85801–85900 | 85801–85900 Lista planetelor minore/85801–85900 | 85901–86000 Lista planetelor minore/85901–86000 | 85901–86000 Lista planetelor minore/85901–86000 | 85901–86000 Lista planetelor minore/85901–86000 | 85901–86000 Lista planetelor minore/85901–86000 | 85901–86000 Lista planetelor minore/85901–86000 |
| ----------------------------------------------- | ----------------------------------------------- | ----------------------------------------------- | ----------------------------------------------- | ----------------------------------------------- | ----------------------------------------------- | ----------------------------------------------- | ----------------------------------------------- | ----------------------------------------------- | ----------------------------------------------- | ----------------------------------------------- | ----------------------------------------------- | ----------------------------------------------- | ----------------------------------------------- | ----------------------------------------------- | ----------------------------------------------- | ----------------------------------------------- | ----------------------------------------------- | ----------------------------------------------- | ----------------------------------------------- | ----------------------------------------------- | ----------------------------------------------- | ----------------------------------------------- | ----------------------------------------------- | ----------------------------------------------- | ----------------------------------------------- | ----------------------------------------------- | ----------------------------------------------- | ----------------------------------------------- | ----------------------------------------------- | ----------------------------------------------- | ----------------------------------------------- | ----------------------------------------------- | ----------------------------------------------- | ----------------------------------------------- | ----------------------------------------------- | ----------------------------------------------- | ----------------------------------------------- | ----------------------------------------------- | ----------------------------------------------- | ----------------------------------------------- | ----------------------------------------------- | ----------------------------------------------- | ----------------------------------------------- | ----------------------------------------------- | ----------------------------------------------- | ----------------------------------------------- | ----------------------------------------------- | ----------------------------------------------- | ----------------------------------------------- |

| Predecesor: 84001–85000 | Lista planetelor minore 85001–86000 Semnificații ale numelor: 85001–86000 | Succesor: 86001–87000 |